# Yakoruda
Yakoruda é um município da Bulgária localizado na província de Blagoevgrad.
Possui 10.354 habitantes (31/12/2008).

## População
| Yakoruda | Yakoruda | Yakoruda | Yakoruda | Yakoruda | Yakoruda | Yakoruda | Yakoruda | Yakoruda | Yakoruda | Yakoruda | Yakoruda | Yakoruda | Yakoruda | Yakoruda | Yakoruda | Yakoruda | Yakoruda | Yakoruda | Yakoruda |
| --- | -------- | -------- | -------- | -------- | -------- | -------- | -------- | -------- | -------- | -------- | -------- | -------- | -------- | -------- | -------- | -------- | -------- | -------- | -------- |
| Ano | 1887     | 1910     | 1934     | 1946     | 1956     | 1965     | 1975     | 1985     | 1992     | 2001     | 2002     | 2003     | 2004     | 2005     | 2006     | 2007     | 2008     | 2009     | 2010     |
| População |          |          |          | …        | …        | 5,891    | 6,633    | 6,416    | 6,455    | 6,192    | 6,139    | 6,049    | 5,966    | 5,916    | 5,852    | 5,747    | 5,702    | 5,694    | 5,686    |
| Fontes: Instituto Nacional de Estatísticas, „citypopulation.de“, „pop-stat.mashke.org“, Bulgarian Academy of Sciences |          |          |          |          |          |          |          |          |          |          |          |          |          |          |          |          |          |          |          |